# Llei de Hess
En termodinàmica, la llei de Hess estableix que la variació de calor en una reacció és la mateixa independentment del nombre d'etapes. La llei de Hess s'utilitza per predir el canvi d'entalpia en una reacció ΔHr.
El canvi d'entalpia d'una reacció química que transforma els reactius en productes és el mateix independentment de la ruta escollida per la reacció. Això s'anomena funció d'estat. És a dir, la variació d'entalpia que va des dels reactius als components intermedis A i després als productes és la mateixa que la variació quan es passa dels mateixos reactius als components intermedis B i posteriorment als mateixos productes.
La suma d'equacions químiques pot portar a l'equació neta. Si l'energia s'inclou per cada equació i se suma, el resultat serà l'energia per a l'equació neta.
En conclusió, la llei de Hess diu que les variacions d'entalpia són additives.
ΔHneta = ΣΔHr
- Si l'equació química és inversa, el signe de ΔH també s'inverteix
- Si es multipliquen els coeficients, ΔH també quedarà multiplicada per aquest coeficient.

La llei de Hess va ser proposada per Germain Henri Hess el 1840.